# 阿尔多·博尼
阿尔多·博尼（義大利語：Aldo Boni，1895年3月11日—1982年），意大利前男子击剑运动员。他曾代表意大利参加1920年和1924年夏季奥林匹克运动会击剑比赛，两届比赛均未能获得奖牌。